# Wittichenau
Wittichenau (hornolužickosrbsky Kulow) je město v Horní Lužici v německé spolkové zemi Sasko. Nachází se v zemském okrese Budyšín a má přibližně 5 600 obyvatel.

## Historie
První písemná zmínka o vsi pochází z roku 1248, kdy je uváděna jako Witegenowe. Název Wittichenau se objevuje prvně až roku 1658. V roce 1950 se k Wittichenau připojila do té doby samostatná obec Klösterlich Neudorf, roku 1957 Brischko, 1978 Keula, 1994 Dubring, Hoske, Kotten, Maukendorf a Sollschwitz a v roce 1995 Spohla.

## Přírodní poměry
Wittichenau leží v severní části zemského okresu Budyšín a na severu sousedí s velkým okresním městem Hoyerswerda. Hlavním vodním tokem je Schwarze Elster směřující na sever do Hoyerswerdy. Západní část území zaujímá přírodní rezervace Dubringer Moor. Město není napojeno na železniční síť.

## Správní členění
Wittichenau se dělí na 12 místních částí:
- Brischko (Brěžki)
- Dubring (Dubrjenk)
- Hoske (Hózk)
- Keula (Kulowc)
- Kotten (Koćina)
- Maukendorf (Mučow)
- Neudorf Klösterlich (Nowa Wjes)
- Rachlau (Rachlow)
- Saalau (Salow)
- Sollschwitz (Sulšecy)
- Spohla (Spale)
- Wittichenau (Kulow)

## Obyvatelstvo
Celé území města Wittichenau náleží k lužickosrbské oblasti osídlení. Hornolužická srbština je zde často používána v běžném i společenském životě. Více než polovina obyvatel se hlásí k římskokatolickému vyznání.

## Pamětihodnosti
- katolický kostel Nanebevzetí Panny Marie
- poštovní milník z roku 1732
- historické mlýny Schowtschickmühle a Kober-Mühle

## Osobnosti
- Matěj Václav Jäckel (1655–1738), sochař a řezbář
- Jakub Xaver Ticin (1656–1693), jezuita a jazykovědec
- Beno Budar (1946–2023), spisovatel, překladatel a redaktor